# Miyuki Akiyama
Miyuki Akiyama (Hitachiōta, 27 agosto 1984) è un'ex pallavolista giapponese.
Giocava nel ruolo di palleggiatrice.

## Carriera
La carriera di Miyuki Akiyama inizia nei tornei scolastici giapponesi, per proseguire in quelli universitari, ai quali prende parte con la Aoyama Gakuin University. Nella stagione 2007-08 inizia la carriera professionistica, ingaggiata dalle NEC Red Rockets con le quali debutta in V.Premier League. Nei primi anni con la squadra non va oltre due finali perse, rispettivamente al Torneo Kurowashiki 2011 e 2013, ed un terzo posto nella V.Premier League 2008-09.
Nella stagione 2014-15 riceve i gradi di capitano della sua squadra, aggiudicandosi prima lo scudetto e poi il V.League Top Match; al termine dell'annata annuncia il proprio ritiro.

## Palmarès

### Club
- Campionato giapponese: 1

2014-15
- / V.League Top Match: 1

2015